# Peter Smit
Peter Smit, pseud. The Hurricane (ur. 24 grudnia 1962, zm. 15 sierpnia 2005) – holenderski kick-boxer. Zdobył w latach 80. i 90. XX wieku tytuły mistrzowskie w europejskim i światowym karate oraz kick-boxingu. W 1990 roku stoczył w Bangkoku walkę, w której pokonał tajlandzkiego zawodnika Cheungpueka Kiatsongrita, zdobywając mistrzostwo świata w boksie tajskim w wadze półciężkiej.
Zginął, gdy wdał się w Rotterdamie w uliczną sprzeczkę z człowiekiem, który następnie oddał w jego kierunku kilka śmiertelnych strzałów rewolwerowych.